# آرپیک میناسیان
آرپیک میناسی میناسیان (ارمنی: Արփիկ Մինասի Մինասյան؛  ۱۹۲۱) ایران‌شناس اهل ارمنستان است.

## زندگی‌نامه
وی در ۱۹۲۱ در حلب، سوریه به دنیا آمد و در ۱۹۴۰م دانشگاه آموزگاری ایروان و در ۱۹۴۵م دانشکدهٔ زبان و ادبیات را در دانشگاه دولتی ایروان به پایان رساند. از ۱۹۳۸ تا ۱۹۴۷م مدیریت «کتابخانهٔ مرکزی آکادمی علوم ارمنستان» را برعهده داشت. از ۱۹۴۸ تا ۱۹۵۸م در انجمن روابط فرهنگی ارمنستان با کشورهای بیگانه کار کرد. از ۱۹۵۸ تا ۱۹۶۶م کارمند علمی پژوهشگاه ادبیات آکادمی علوم ارمنستان بود. در ۱۹۶۳م از رسالهٔ دکتری خود با نام «گلستان سعدی و ترجمه‌های ارمنی آن» دفاع کرد. از ۱۹۶۶م در «دانشکدهٔ خاورشناسی دانشگاه دولتی ایروان» به تدریس پرداخت. 
وی آثار فراوانی در زمینهٔ ادبیات ایران و ارمنستان به چاپ رسانده است.
از آثارش:
- گلستان سعدی و ترجمه‌های ارمنی آن به روسی (ایروان، ۱۹۷۲م)
- سیپیل به روسی (ایروان، ۱۹۸۵)